# Sherwin Badger
Sherwin Campbell Badger, född 29 augusti 1901 i Boston, död 8 april 1972 i Sherborn, var en amerikansk konståkare.
Badger blev olympisk silvermedaljör i konståkning vid vinterspelen 1932 i Lake Placid.